# Pee Wee Crayton
Connie Curtis Crayton (18 de diciembre de 1914 - 25 de junio de 1985), conocido como Pee Wee Crayton, fue un cantante y guitarrista estadounidense de R&B y blues.

## Biografía
Crayton nació en Rockdale, Texas. Comenzó a tocar la guitarra cuando se mudó a San Francisco en 1935. Aunque fiel admirador de la música de T-Bone Walker, Crayton desarrolló su propio estilo interpretarivo. Su agresividad con la guitarra contrastaba con su estilo vocal pausado, características que inspiraron a muchos guitarristas de blues posteriormente.
En 1948 firmó un contrato discográfico con el sello Modern Records. Una de sus primeras grabaciones fue el tema instrumental "Blues After Hours", que alcanzó el número 1 de la lista Billboard R&B un año más tarde.
Durante los años 50 grabó con muchas discográficas diferentes, incluidos Imperial Records de Nueva Orleans, Vee-Jay Records de Chicago o Jamie Records de Filadelfia. Fue además el primer guitarrista de blues en usar una Fender Stratocaster, tocando un instrumento que le dio el propio Leo Fender. Uno de sus álbumes más exitosos fue Things I Used to Do, publicado por Vanguard Records en 1971. 
Crayton falleció de infarto agudo de miocardio en 1985 en su residencia de Los Ángeles. Se encuentra enterrado en el Cementerio de Inglewood Park.

## Discografía

### Sencillos
- "After Hours' Boogie" / "Why Did You Go", Four Star 1304 (1947, publicado en 1949)
- "Don't Ever Fall in Love" / "Pee Wee Special", Gru-V-Tone 217 (1947, publicado en 1949)
- "Blues After Hours" / "I'm Still in Love with You", Modern 20-624 (1948)
- "Texas Hop" / "Central Avenue Blues", Modern 20-643 (1948)
- "Boogie Woogie Basement" / "Boogie Woogie Upstairs", publicado como Al "Cake" Wichard Trio Featuring Pee Wee Crayton on Guitar, Modern 20-657  (1949)
- "When Darkness Falls" / "Rock Island Blues", Modern 20-658 (1949)
- "The Bop Hop" / "I Love You So", Modern 20-675 (1949)
- "Long After Hours" / "Brand New Woman", Modern 20-707 (1949)
- "Old Fashioned Baby" / "Bounce Pee Wee", Modern 20-719 (1949)
- "Please Come Back" / "Rockin' the Blues", Modern 20-732 (1950)
- "Some Rainy Day" / "Huckle Boogie", Modern 20-742 (1950)
- "Answer to Blues After Hours" / "Louella Brown", Modern 20-763 (1950)
- "Good Little Woman" / "Dedicating the Blues", Modern 20-774 (1950)
- "Change Your Way of Lovin'" / "Tired of Travelin'", Modern 20-796 (1951)
- "Poppa Stoppa" / "Thinkin' of You", Modern 20-816 (1951)
- "When It Rains, It Pours" / "Daybreak", Aladdin 3112 (1951)
- "Cool Evening" / "Have You Lost Your Love for Me"  Modern 20-892 (1952)
- "Pappy's Blues" / "Crying and Walking", RIH (Grabado en Hollywood) 408 (1953)
- "Baby, Pat the Floor" / "I'm Your Prisoner", RIH (Grabado en Hollywood) 426 (1953)
- "Steppin' Out" / "Hey Little Dreamboat", Hollywood 1055 (1953)
- "Do Unto Others" / "Every Dog Has His Day", Imperial 5288 (1954)
- "Wino-O" / "Hurry, Hurry", Imperial 5297 (1954)
- "I Need Your Love" / "You Know, Yeah", Imperial 5321 (1954)
- "My Idea About You" / "I Got News for You", Imperial 5338 (1955)
- "Eyes Full of Tears" / "Runnin' Wild", Imperial 5345 (1954, publicado en 1955)
- "Yours Truly" / "Be Faithful", Imperial 5353 (1955)
- "Don't Go" / "I Must Go On", Post 2007 (1955, publicado en 1956)
- "The Telephone Is Ringing" / "A Frosty Night", Vee Jay 214 (1956)
- "I Don't Care" / "I Found My Peace of Mind", con El Dorados, Vee Jay 252 (1957)
- "Is This the Price I Pay" / "Fiddle De Dee", Vee Jay 266 (1957)
- "Look Up and Live" / "Give Me One More Chance", con the Four Temps, Fox 102 (1959)
- "Tain't Nobody's Biz-Ness" / "Little Bitty Things", Jamie 1190 (1960)
- "I'm Still in Love with You" / "Time on My Hands", Guyden 2048 (1961)
- "Git to Gittin'" / "Hillbilly Blues", Smash 1774 (1962)

### Álbumes
- Pee Wee Crayton, Crown LP CLP-5175 (1960), P-Vine LP PLP-6625 (1991)
- Things I Used to Do, Vanguard 6566 (1971)
- Great Rhythm & Blues Oldies, Volume 5: Pee Wee Crayton, Blues Spectrum LP BS-105 (1974)
- Everyday I Have the Blues, Big Joe Turner con Crayton y Sonny Stitt, Pablo LP 2310-818 (1978)
- Have No Fear Joe Turner Is Here, Big Joe Turner y Crayton, Pablo LP 2310-863 (1981)
- Peace of Mind, Charly R&B LP CFM-601 (1982), LP de vinilo que contiene 10 temas que Crayton grabó para Vee Jay Records en 1956 y 1957
- Blues Guitar Genius: Pee Wee Crayton, Volume 1, Ace LP CH-23 (1982), LP de vinilo que contiene temas que Crayton grabó para Modern Records en 1949 y 1952
- Rocking Down on Central Avenue: Pee Wee Crayton, Volume Two, Ace LP CHA-61 (1982), temas grabados para Modern Records.
- Make Room for Pee Wee, Murray Brothers LP MB-1005 (grabado en agosto de 1983)
- Early Hour Blues, Murray Brothers LP MB-1007 (grabado en diciembre de 1984)
- Pee Wee Crayton: Memorial Album, Ace LP CHD-177 (1986), temas grabados para Modern Records
- After Hours Boogie: Pee Wee Crayton and His Guitar, Blues Boy LP BB-307 (1988), temas grabados entre 1947 y 1962 para diferentes sellos, incluida la primera maqueta grabada por Crayton, "Pee Wee's Hop" (1945)
- Pee Wee's Blues: The Complete Aladdin and Imperial Recordings, Capitol-EMI 36292 (1996)
- Blues After Hours: The Essential Pee Wee Crayton, Blues Encore 52045 (1996), grabaciones realizadas para diferentes sellos entre 1947 y 1956.
- The Modern Legacy, Volume 1, Ace CHD-632 (1996)
- Early Hour Blues, Blind Pig 5052 (1999),
- Blues Guitar Magic: The Modern Legacy, Volume 2, Ace CHD-767 (2000)
- Blues After Hours: The Essential Pee Wee Crayton, Indigo 2526 (2002), temas grabados para Modern Records entre 1948 y 1951
- Texas Blues Jumpin' in Los Angeles: The Modern Music Sessions 1948–1951, Ace CHD-1400 (2014)